# One Foot in Heaven
One Foot in Heaven est un film américain réalisé par Irving Rapper, sorti en 1941.

## Synopsis
L'histoire d'un pasteur qui se déplace d'une paroisse à une autre avec sa famille qui le suit.

## Fiche technique
- Titre : One Foot in Heaven
- Réalisation : Irving Rapper
- Scénario : Casey Robinson d'après le livre de Hartzell Spence
- Direction artistique : Carl Jules Weyl
- Musique : Max Steiner
- Photographie : Charles Rosher
- Montage : Warren Low
- Production : Hal B. Wallis et Irving Rapper
- Société de production : Warner Bros. Pictures
- Pays d'origine :  États-Unis
- Format : Noir et blanc - 1,37:1 - Mono
- Genre : Film dramatique
- Durée : 108 minutes
- Date de sortie : 1941

## Distribution
- Fredric March : William Spence
- Martha Scott : Hope Morris Spence
- Beulah Bondi : Mme Lydia Sandow
- Gene Lockhart : Preston Thurston
- Elisabeth Fraser : Eileen Spence, âgée de 17 ans
- Harry Davenport : Elias Samson
- Laura Hope Crews : Mme Preston Thurston
- Grant Mitchell : Clayton Potter
- Moroni Olsen : Dr John Romer
- Jerome Cowan : Dr Horrigan
- Ernest Cossart : M. John E. Morris
- Nana Bryant : Mme Morris

Acteurs non crédités
- Gertrude Hoffmann : la vieille dame
- Mickey Kuhn : un enfant
- Paula Trueman : Mlle Peabody